# Harold A. Scheib
Harold Alfred Scheib (* 27. April 1918 in Pittsburg, Kansas, Vereinigte Staaten; † 28. August 1986 in St. George, Utah) war ein US-amerikanischer Filmtechniker und Erfinder, der 1974 mit einem Oscar in der Kategorie „Wissenschaft und Entwicklung“ (Academy Scientific & Engineering Award) ausgezeichnet wurde.
Scheib wurde 1974 gemeinsam mit Clifford H. Ellis und Roger W. Banks von der Oscarkommission ausgezeichnet „für das Konzept und die Konstruktion des optischen Druckers Modell 2101 für optische Effekte in Kinofilmen“ („for the concept and engineering of the Model 2101 optical printer for motion-picture optical effects“). Das Trio arbeitete seinerzeit bei der Research Products Inc, die ebenfalls lobend erwähnt wurde.
Scheib ließ diverse weitere Erfindungen patentieren, so 
- im Mai 1977 einen Light Composer für eine gleichmäßige Feldbeleuchtung und diffuses Licht
- im Juli 1977 einen Filmregistrierungsvorschubmechanismus
- im August 1977 einen Filmschubmechanismus mit Filmeinfädeleinrichtung
- im Januar 1978 einen optischen Bilddrucker
- im Februar 1978 einen verbesserten optischen Drucker[4]

Über Scheibs Leben und beruflichen Werdegang vor 1974 beziehungsweise nach der Anmeldung seiner Patente ist, bis auf die Tatsache, dass er bei dem 1958 erschienenen Filmdrama Lost, Lonely and Vicious für die visuellen und optischen Effekte zuständig war, nichts weiter bekannt.